# Samir de los Caños
Samir de los Caños is een gemeente in de Spaanse provincie Zamora in de regio Castilië en León met een oppervlakte van 36,58 km². Samir de los Caños telt 182 inwoners (1 januari 2016).

## Demografische ontwikkeling
Bron: INE, 1857-2011: volkstellingen